# Tratado de París (1857)

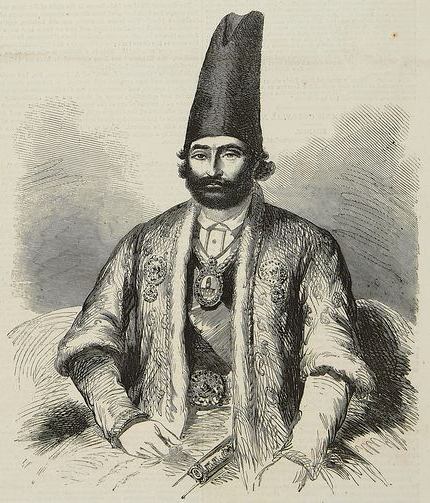
Farrokh Khan en The Illustrated London News, 1857.

El Tratado de París (1857) (persa: عهدنامه پاریس 1857, romanizado: Ahdnāme-ye París 1857) marcó el fin de las hostilidades de la Guerra Anglo-Persa. En la Guerra Persa, las negociaciones bilaterales fueron dirigidas por el embajador Farrokh Khan. Ambas partes firmaron el tratado de paz el 4 de marzo de 1857.
En el Tratado, los persas acordaron retirarse de Herat, permitiendo después que Dost Mohammad Khan de Afganistán la ocupara. También acordaron disculparse con el enviado británico a su regreso y firmar un tratado comercial; los británicos acordaron no albergar a los opositores del Sha en la embajada, y abandonaron la demanda de reemplazar al gran visir Mirza Aqa Khan Nuri, así como una que requería concesiones territoriales al imán de Omán, un aliado británico.
Los intereses estratégicos británicos en Afganistán, una consecuencia temprana del Gran Juego, acabaron con las esperanzas de los Kayares de preservar Herat como vasallaje fronterizo, tras más de cincuenta años de enfrentamientos con Irán. Tres siglos y medio de inclusión casi continua, aunque a menudo caótica, de Herat como parte de Irán llegaron a su fin con el Tratado de París.
De manera similar a cómo el Tratado de Turkmenchay con Rusia en 1828 marcó un punto de inflexión en las relaciones entre Irán y Rusia, también lo hizo el Tratado de París con Irán y Gran Bretaña. El gobierno de los Kayares comprendió las graves repercusiones de enfrentarse militarmente a una potencia colonial europea tras el conflicto de Herat. 
Los iraníes comprendieron que, en la era de los imperios, tendrían que soportar la pérdida de territorio en sus alrededores para proteger su centro. La pérdida de Herat, similar a la anterior pérdida de las provincias del Cáucaso, ilustró las limitaciones de la autoridad sobre territorios que histórica y culturalmente formaban parte del Gran Irán. A pesar de sus profundos vínculos, estas áreas ya no podían mantenerse como provincias dentro de los Dominios Protegidos de Irán.